# Mon (distrikt)
Mon (hindi: मोन जिला) er et distrikt i den indiske delstat Nagaland. Distriktets hovedstad er Mon. 

## Demografi
Ved folketællingen i 2011 var der 250,671 indbyggere i distriktet, mod 259,604 i 2001. Den urbane befolkningen udgør 13,85 % af befolkningen.
Børn i alderen 0 til 6 år udgjorde 15,77 % i 2011 mod 14,96 % i 2001. Antallet af piger i den alder per tusinde drenge er 900 i 2011 mod 973 i 2001.